# 指大辞
指大辞（しだいじ、英語: augmentative）は、拡大辞、増大辞とも呼ばれ、大きいものを表すために名詞に加えられる単語の接辞をいう。

## 概要
指大辞は指小辞と逆に、並はずれて大きい、強い、激しいことを意味する。そこから感嘆・賛美の意味や、逆に非難・否認の情緒的表現としても使われる。とくにロマンス語やスラブ語で発達している。

## 言語例

### ロマンス諸語
イタリア語では接尾辞「-one」が使用される。
- omone（大男、立派な男）< omo（男、uomoの別形）
- librone（大きな本）< libro（本）
- milione（百万）< mille（千）
- trombone（トロンボーン）< tromba（ラッパ）
- violone（ヴィオローネ）< viola（ヴィオール）

ポルトガル語では接尾辞「-ão」が使用される。
- livrão（大きな本） < livro（本）

スペイン語では接尾辞「-on」（女性は-ona）が使用される。
- mujerona（大女、太った女） < mujer（女）

フランス語では接尾辞「-on」が付くものがあるが（例：médaillon メダリオン／大きなメダル）指小辞の場合も多い（例：chaton 子猫）。violonは「小さなヴィオールつまりヴァイオリン」でイタリア語のvioloneとは逆。

### スラブ諸語
ロシア語の指大辞接尾辞には「-ище」（女性は-ища）、および「-ина」の2種類がある:118-119。
- домина（大きな家）< дом（家）
- голосище（太く重々しい声）< голос（声）
- книжища（大きな本）< книга（本）

### その他
バントゥー諸語の名詞クラスが指大辞的な意味を持つ場合がある。例：スワヒリ語 jitu（巨人）< mtu（人）。
エスペラントでは接尾辞「-eg-」を指大辞として使用する。